# Кортасар, Эрнесто
Эрне́сто Корта́сар (исп. Ernesto Cortazar II; 2 мая 1940, Мехико — 2 августа 2004, Тампико) — мексиканский композитор и пианист. Сын композитора Эрнесто Кортасара-старшего.

## Биография
Начал учиться музыке в раннем детстве. В 13 лет остался сиротой после того, как его родители погибли в автокатастрофе. К 17-ти годам завершил музыкальное образование под руководством плодовитого кинокомпозитора Густаво Сезара Карреона (Gustavo César Carreón) и сам начал сочинять для мексиканского кинематографа.
В возрасте 18-ти лет Эрнесто создаёт свою первую музыкальную тему для кино «La Risa de la Ciudad». Саундтрек Эрнесто для этого фильма, фортепианное произведение «River of Dreams» («Река Мечтаний»), получил премию «Лучшая музыка к латиноамериканскому кинофильму» на Фестивале Картахены. Всего Эрнесто Кортасар создал музыку более чем 500 фильмам (в другом источнике — 75).
Эрнесто посетил более 25 стран и исполнял свои оригинальные композиции для таких политических фигур как, например, президент Аргентины Карлос Менем и Первый секретарь ЦК КПСС Никита Хрущёв.
Эрнесто Кортасар занимал 1 место на самом популярном музыкальном веб-сайте MP3.com. Из 130 000 исполнителей 14 000 000 загрузок пришлось на его композиции на в период с 1999 по 2001 год; его сайт посетили более чем 4 000 000 зрителей, было продано свыше 30 000 компакт-дисков в 69 странах мира без какой-либо рекламы.
В 2001 году Эрнесто переехал из Лос-Анджелеса в Тампико, чтобы прожить последние годы вместе с семьёй. Его сын Эрнесто Кортасар III (род. 1968), продолжил династию и также стал композитором.
Характерной для музыкального стиля Кортасара является лирическая композиция Playful wind (Игривый ветер).

## Дискография
Дискография Эрнесто Кортасара включает 48 альбомов:
- 60 Years (2009)
- 9 Lives Of Innocence (2009)
- Ballerina (1999)
- Blue Waters (2009)
- Conciertos (2005)
- Concertos Vol. I (2009)
- Concertos Vol. II (2009)
- Concertos Vol. III (2009)
- Concertos Vol. IV (2010)
- Dancing On The Clouds (2000)
- Days Of Innocence (2008)
- Ernesto Cortazar Plays Frank Sinatra (2009)
- Faces Of Nature (2009)
- Fiesta Americana Grand Los Cabos
- Forever You And I (2009)
- Immortal Melodies (2011)
- Journey Around The World (2010)
- Journey Around The World — Vol.II (2012)
- Just For You (1999)
- Just The Two Of Us (2009)
- Leaves In The Wind (1999)
- Legend Of The Sea (2001)
- Maja (2009)
- Mascarade (2009)
- Masterpieces (2009)
- Memories Of The Fall (2010)
- Moments Of Sol’itude (1998)
- Nativity (2000)
- Nativity (Christmas Songs) (2009)
- On The Top Of The World (2009)
- Reflexions (2009)
- Sailing Through The Stars (2009)
- Scent Of A Lifetime (2009)
- Serenity (2011)
- Silver Moon (2012)
- Story Of A True Love (2010)
- Tic Tac Blues (2009)
- Timeless (2009)
- Timeless Classics (2000)
- Together (2000)
- The Swan's Tale (2011)
- You Are My Destiny (2009)